# Альтман, Мария
Мари́я А́льтман (нем. Maria Altmann; 18 февраля 1916, Вена, Австрия — 7 февраля 2011, Уэст-Сайд, Лос-Анджелес) — племянница и наследница австрийского сахарозаводчика Фердинанда Блох-Бауэра.

## Биография
Мария Альтман — дочь адвоката Густава Блох-Бауэра и его супруги Терезы Бауэр. Отец Марии — брат Фердинанда Блох-Бауэра, а мать — сестра Адели Блох-Бауэр. Братья Блохи Фердинанд и Густав поменяли свою фамилию в 1917 году на двойную Блох-Бауэр, поскольку все сыновья в семье Бауэров были либо бездетны, либо имели только дочерей. В 1937 году Мария Блох-Бауэр вышла замуж за Фрица Альтмана, брата текстильного фабриканта Бернхарда Альтмана. Дядя Фердинанд подарил Марии на свадьбу то самое колье почившей супруги Адели, в котором она была изображена на знаменитом золотом портрете.
В 1938 году после аншлюса Австрии нацистами Фриц был арестован и отправлен в концлагерь Дахау. После освобождения из концлагеря Фриц и Мария бежали в США и проживали в Лос-Анджелесе. Мария получила американское гражданство в 1945 году, у них с Фрицем было четверо детей.

## Дело Марии Альтман
Дяде Марии Альтман, чехословацкому сахарозаводчику Фердинанду Блох-Бауэру принадлежала небольшая коллекция картин австрийского художника Густава Климта, в которую входили четыре пейзажа и два портрета его жены Адели Блох-Бауэр. В своём завещании Адель, которая умерла в 1925 году, просила мужа передать картины Климта Галерее Бельведер в Вене.

Прошу своего мужа после его смерти передать два моих портрета и четыре пейзажа авторства Густава Климта Галерее Бельведер в Вене. Оригинальный текст (нем.)"Meine 2 Porträts und 4 Landschaften von Gustav Klimt, bitte ich meinen Ehegatten nach seinem Tode der österr. Staats-Galerie in Wien zu hinterlassen."
— Из завещания Адели Блох-Бауэр 
В 1936 году Фердинанд передал один из пейзажей Галерее Бельведер. Однако полностью выполнить волю жены у него не вышло. Уже в 1938 году после аншлюса Австрии ему пришлось бежать из страны, где нацисты конфисковали всё его имущество, в том числе оставшиеся пять картин Климта. Незадолго до смерти в 1945 году Фердинанд Блох-Бауэр составил завещание, в котором своими наследниками он называл племянников Марию Альтман, Луизу Гутманн и Роберта Бентли. Им переходили права на имущество дяди. Картины же к этому моменту уже были переданы Галерее Бельведер, поэтому в завещании они не упоминались.
Картины так и остались бы в государственном владении, если бы к 90-м годам XX века международная общественность не стала привлекать всё больше внимания к безнаказанным правонарушениям, совершённым нацистами во время Второй мировой войны, в том числе к приобретению имущества преступным путём. В 1998 году в Австрии вышел закон о реституции конфискованных нацистами произведений искусства. В то же время Австрия открыла доступ к архивам для проведения исследований.
Австрийский журналист Хубертус Чернин, изучая архивные данные Галереи Бельведер, обнаружил, что официальная версия появления картин в галерее была ошибочна. Считалось, что Адель Блох-Бауэр оставила картины стране в своём завещании, а её муж Фердинанд подарил их галерее в 1936 году. Однако документы свидетельствовали о том, что истинным владельцем картин всё это время был Фердинанд Блох-Бауэр, который оставил всё имущество своим племянникам.
Именно прочитав одну из статей Хубертуса Чернина, Мария Альтман, единственная из живых наследников Фердинанда Блох-Бауэра, приняла решение добиться возвращения картин, принадлежащих её семье, через суд. На тот момент она готова была оставить портреты Австрии и просить только о реституции пейзажей. Однако Австрия неоднократно игнорировала её предложения. Поэтому в 1999 году Мария Альтман подала иск в австрийский суд на Галерею Бельведер с целью добиться реституции всех картин, когда-то принадлежавших её дяде.
Вскоре ей пришлось забрать дело из-за огромного регистрационного сбора, предусмотренного австрийским законодательством. Регистрационный сбор — это определённый процент от стоимости возмещаемого имущества, и в случае Марии Альтман он составил $1,5 млн, то есть около 1,1 % от стоимости пяти картин ($135млн). Несмотря на то что австрийский суд позднее снизил сбор до $350тыс, Альтман не готова была заплатить такую сумму.
Уже в 2000 году Альтман подала в Федеральный окружной суд Калифорнии на основании Закона об иммунитетах иностранных государств. Её дело дошло до Верховного суда США, который в 2004 году постановил, что для государственной неприкосновенности существуют «исключения в тех случаях, когда речь идёт о собственности, захваченной в нарушение международного права». После этого постановления было назначено обязательное арбитражное разбирательство между Марией Альтман и Австрией с участием трёх австрийских судей. Верховный суд Австрии установил, что притязания страны на картины Климта на основании завещания Адели Блох-Бауэр были ошибочными, а истинным владельцем картин являлся Фердинанд Блох-Бауэр, оставивший всё своё имущество наследникам. 16 января 2006 года арбитражная коллегия постановила, что Австрия обязана вернуть картины Климта семье Альтман, и уже в марте они находились у своей правообладательницы.
Решение суда в пользу Марии Альтман стало шоком для австрийской общественности и для всего государства в целом. Потеря картин воспринималась в Австрии как потеря национального достояния. После суда Австрийская Республика обладала правом преимущественной покупки картин, а сама Альтман готова была продать картины Австрии. Однако цена, установленная представителями Альтман ($300 млн), была непосильной для страны, хотя был организован и сбор средств, а также велись и переговоры с банками о займе на покупку картин.
Всего через несколько месяцев после возвращения картин семье Мария Альтман выставила их на аукцион в Кристис. Портрет Адели Блох-Бауэр I был напрямую продан за 135 млн долларов американскому предпринимателю и коллекционеру Рональду Лаудеру, а другие картины были проданы на аукционе. Так, портрет Адели Блох-Бауэр II был продан за 88 млн долларов, а цена всех пяти картин в общем итоге составила 327 млн долларов. С 13 июля 2006 года Портрет Адели Блох-Бауэр выставляется в Новой галерее в Нью-Йорке. Часть денег, полученных от продажи картин, пошла на основание Фонда семьи Марии Альтман.

## Возвращённые картины

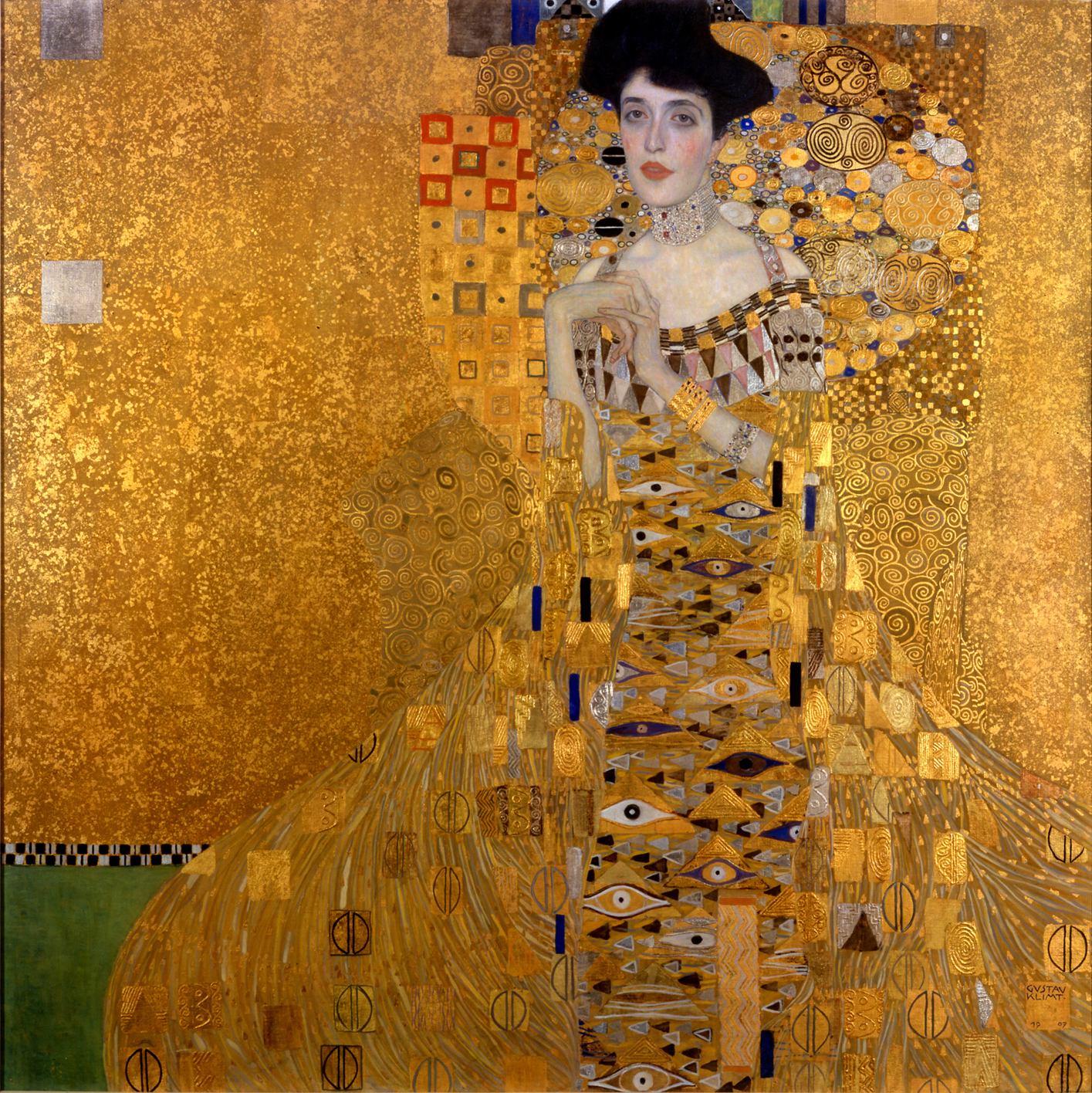
Портрет Адели Блох-Бауэр I. 1907
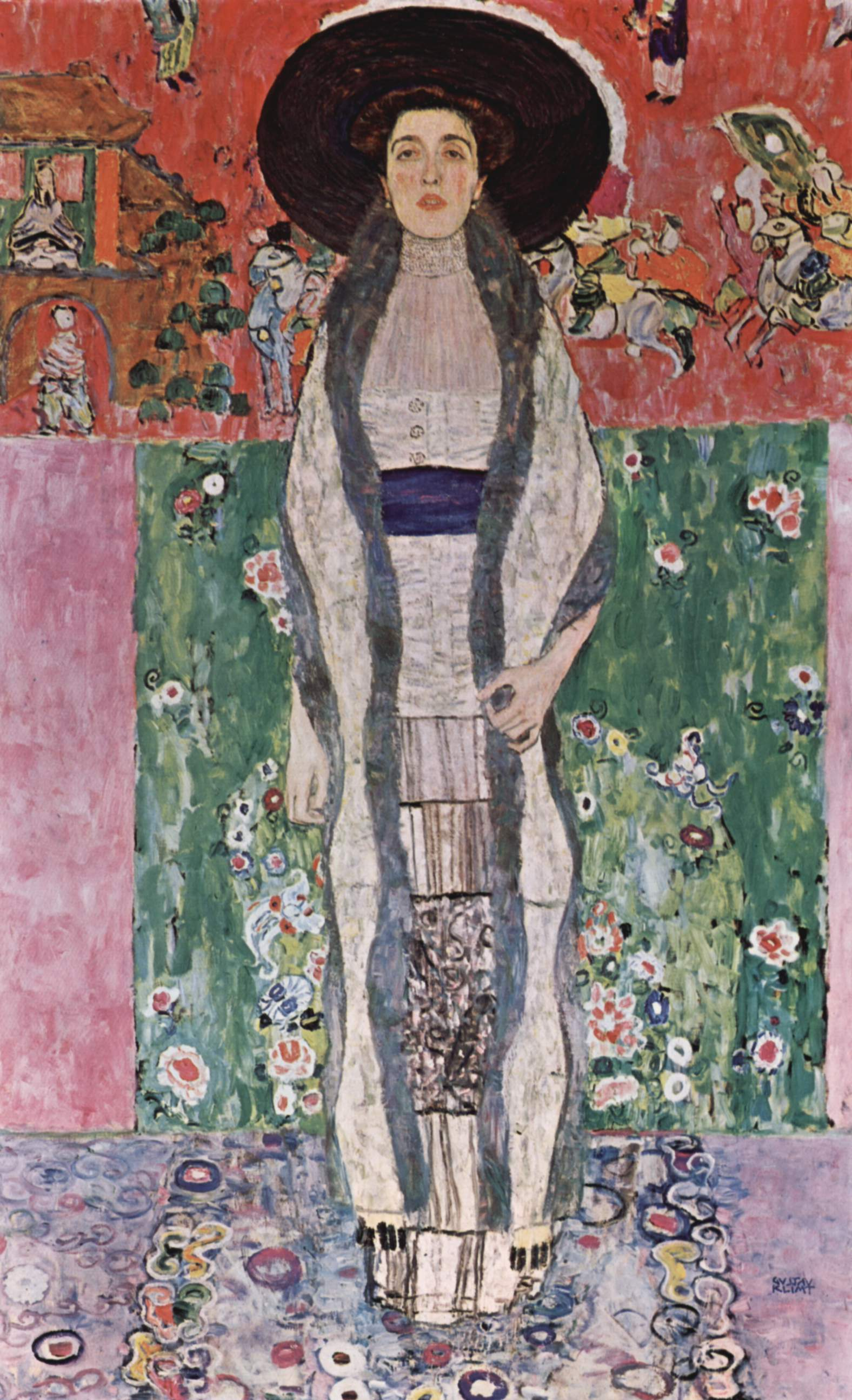
Портрет Адели Блох-Бауэр II. 1912
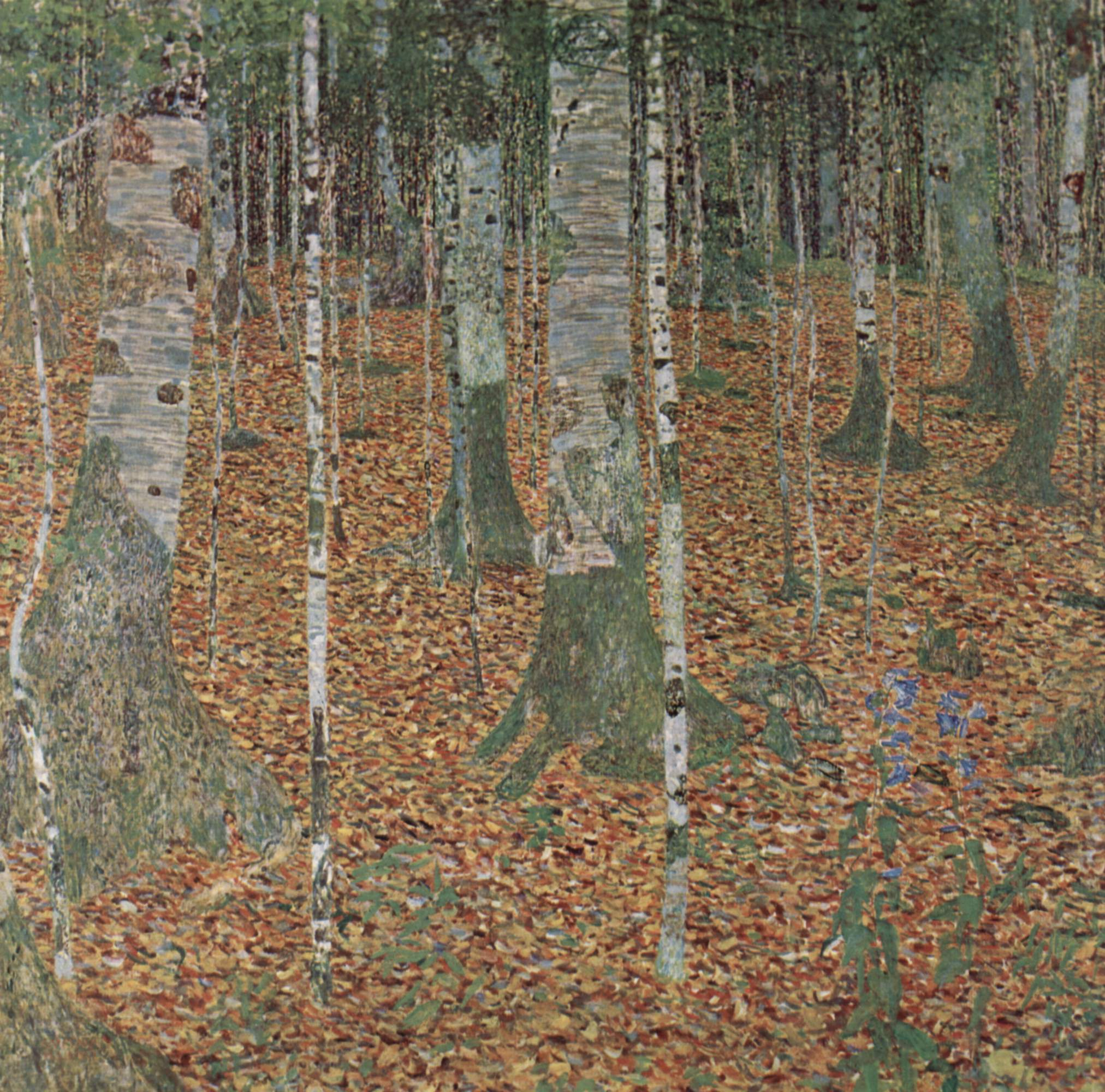
Берёзовая роща. 1903
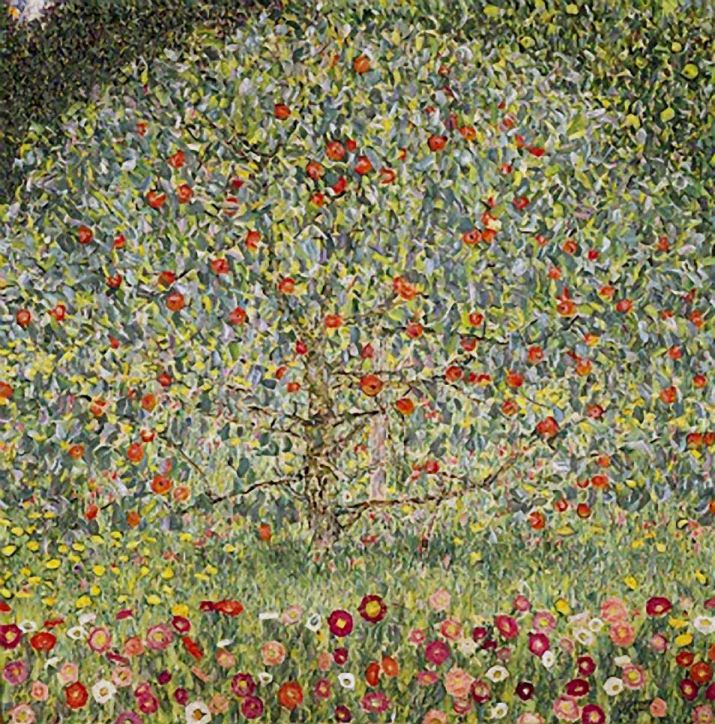
Яблоня I. 1912
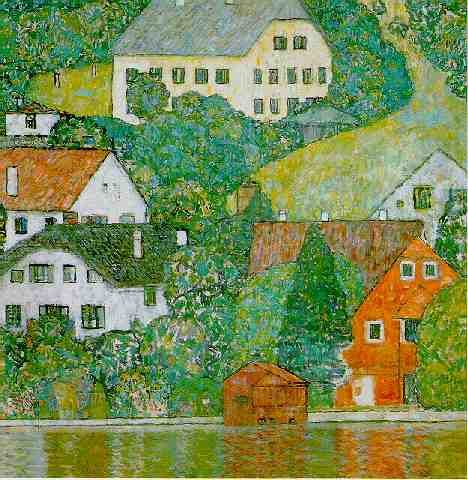
Дома в Унтерахе на Аттерзе. 1916

## Дело Марии Альтман в массовой культуре
История Марии Альтман была отображена в трёх документальных фильмах и одном художественном:
- В документальном фильме «Кража Климта», вышедшем в 2007 году и рассказывающем о жизни Марии в Вене, о её побеге от нацистского террора и о победе в деле о реституции картин Климта. Фильм включает в себя интервью с Марией Альтман, её адвокатом Рэндолом Шенбергом и журналистом Хубертусом Чернином.
- В Adele's Wish — документальном фильме 2008 года Терренса Тёрнера, который является мужем внучатой племянницы Марии Альтман. Фильм включает в себя интервью с Марией Альтман, её адвокатом Рэндолом Шенбергом и ведущими мировыми экспертами.
- В The Rape of Europa — документальном фильме 2006 года о крупномасштабных кражах произведений искусства нацистским государством во время Второй мировой войны.
- В Женщине в золоте — художественном фильме 2015 года, описывающем десятилетнюю борьбу Марии Альтман за реституцию картин Климта. Роль Марии Альтман исполняет Хелен Миррен, а роль её юриста Рэндола Шенберга Райан Рейнольдс. За роль в этом фильме Хелен Миррен была номинирована на премию Гильдии киноактёров США.

А также в двух книгах:
- В Украденной красоте, романе Лори Альбанезе, описывающем жизненные пути и взаимоотношения Адели Блох-Бауэр и Марии Альтман.
- В The Accidental Caregiver: How I Met, Loved, and Lost Legendary Holocaust Refugee Maria Altmann Грегора Коллинза, который работал сиделкой у Марии Альтман в последние три года её жизни. Книга написана от лица Грегора, который на основе разговоров с Марией рассказывает о её борьбе за возвращение картин Климта, а также о людях, которые окружали её в то время.